# Crepidomanes melanotrichum
Espèce
Crepidomanes melanotrichum est une fougère épiphyte de la famille des Hyménophyllacées.

## Description
Cette espèce a les caractéristiques suivantes :
- le rhizome, rampant et filiforme, est couvert de poils sombres ;
- le pétiole est long de 1,5 à 2 cm nu et non ailé ;
- le limbe des frondes, long et large de un à deux centimètres, est divisé deux fois ; il porte cinq à sept segments avec une nervure par segment portant quelques poils noirs espacés ;
- les sores sont axilliaires, avec une indusie campanulée légèrement bilabiée et une columelle un peu exsert.

Les espèces du genre, comptent généralement 36 paires de chromosomes. Le décompte effectué par J.P. Tilquin trouve : 27 chromosomes au stade gamétophyte, et 27, 36, 54, 72 au stade sporophyte. Ce décompte suggère une réduction chromosomique comme dans le genre Hymenophyllum sous-genre Hymenophyllum.

## Distribution et habitat
Cette espèce se trouve en Afrique centrale (Caméroun, Côte d'Ivoire, Congo, Guinée), de l'Est et du Sud et à Madagascar et aux Mascareignes (La Réunion, Maurice).
Elle est épiphyte, sur des arbres des forêts tropicales humides. Mais il s'agit d'une espèce qui peut, parmi les Hymenophyllacées, s'accommoder assez bien de périodes sèches.

## Historique
En 1825, Diederich Franz Leonhard von Schlechtendal décrit une première fois cette espèce à partir d'un échantillon d'Afrique du Sud (de Plettenberg Bay) collecté par Mund et Maire et la place dans le genre Trichomanes : Trichomanes melanotrichum.
En 1956, Rodolfo Emilio Giuseppe Pichi Sermolli la déplace dans le genre Vandenboschia : Vandenboschia melanotricha (Schltdl.) Pic.Serm.
En 1964, Edmund André Charles Louis Eloi Schelpe en fait une variété de Trichomanes pyxidiferum : Trichomanes pyxidiferum var. melanotrichum (Schltdl.) Schelpe
En 1974, Conrad Vernon Morton la place dans la section Lacosteopsis du sous-genre Trichomanes du genre Trichomanes.
En 2001, Jacobus Petrus Roux la place dans son genre Crepidomanes : Crepidomanes melanotrichum (Schltdl.) J.P.Roux.
Enfin, en 2006, Atsushi Ebihara, Jean-Yves Dubuisson, Kunio Iwatsuki, Sabine Hennequin et Motomi Ito confirment ce classement et précisent le sous genre Crepidomanes et la section Crepidomanes.

## Position taxinomique
Crepidomanes melanotrichum appartient au sous-genre Crepidomanes, section Crepidomanes.
Elle compte les synonymes liés aux révisions de la famille des Hyménophyllacées suivants :
- Trichomanes melanotrichum Schltdl.
- Trichomanes pyxidiferum var. melanotrichum (Schltdl.) Schelpe
- Vandenboschia melanotricha (Schltdl.) Pic.Serm.